# 安田章大
安田 章大（やすだ しょうた、1984年〈昭和59年〉9月11日 - ）は、日本の歌手、ギタリスト、俳優。SUPER EIGHTのメンバーであり、主にメインボーカル、リードギターを担当している。
兵庫県尼崎市出身。STARTO ENTERTAINMENT所属。

## 来歴
- 1997年、中学1年生の時に、当時ジャニーズJr.だった嵐の相葉雅紀のファンだった姉が自身の知らぬ間にジャニーズ事務所に履歴書を送り、書類審査を突破[10][4][8]。自身は乗り気ではなかったが、「どうせ受からへんのやから」という母親の言葉に反抗し[11][12]、同年9月6日[4]にオーディションを受け合格を果たした[11][4][8]。その時のオーディションには丸山隆平（2回目[注 2]）や錦戸亮や大倉忠義も参加していた[11][13]。
- その後、関西ジャニーズJr.の一員として活躍し、1998年6月からは丸山や錦戸と共に結成したB.I.G. WESTのメンバーとしても活動[11][4]。2001年1月にはバンド形式のグループ・V.WESTを結成し、リーダーおよびギターを担当した[11][4][13]。
- 2002年に関西ジャニーズJr.のメンバーで関ジャニ8（後の関ジャニ∞）を結成し、2004年に関ジャニ∞としてシングル『浪花いろは節』でCDデビュー[14]。
- 2003年、MBS・TBS系ドラマ30『ショコラ』で連続ドラマ初出演[4]。
- 2006年11月、テレビ東京系スペシャルドラマ『自転車少年記』で丸山とW主演を務め、テレビドラマ初主演[15]。
- 同年12月、大阪松竹座で初のソロライブ『関ジャニ∞ 安田章大 Solo Concert 2006冬』を開催した[16]。
- 2008年2月、東京グローブ座で一人舞台『818』を上演。一人五役に挑戦した[17]。
- 2009年3月・4月、舞台『カゴツルベ』で舞台初主演[18]。
- 2012年7月期、MBS・TBS系ドラマ『ドラゴン青年団』で連続ドラマ単独初主演[19]。
- 2013年11月、東映配給映画『ばしゃ馬さんとビッグマウス』で映画単独初出演にして個人として映画初主演[20][注 3]。
- 2017年2月9日[21]、脳腫瘍の一つである「髄膜腫」を患い、腫瘍の摘出手術を受けた[22][23]。この手術の後遺症の一つである「光過敏」により、強い光を浴びると、吐き気や目眩や立ち眩みが起きたり、視野に砂嵐が表れることがあるため、日常的に色付き眼鏡（サングラス）を着用している[24][25]。
- 2018年4月9日、髄膜腫の手術の影響[注 4]で転倒し、背中と腰骨に全治3か月の圧迫骨折を負った[22][23][28]。同年4月15日に行われたメンバーの渋谷すばるの退所会見もこの骨折が原因で欠席した[注 5]。
- 同年7月2日、上述の髄膜腫を患い摘出手術を行ったことと、後遺症による転倒で背中と腰骨に全治3か月の圧迫骨折を負ったことを公表し、これらを考慮して同年開催のライブツアー『KANJANI'S EIGHTERTAINMENT GR8EST』などで一部パフォーマンスを制限することを発表した[22][23]。
- 2020年、安田の発案で髄膜腫や後遺症の経験を反映した、自身初となる写真集『安田章大写真集「LIFE IS」』（マガジンハウス）を発売した[21]。
- 2023年、色付き眼鏡を着用している経験から、眼鏡ブランド『GROOVER』とコラボレーションし、自身がデザインやカラーリングを全面的に監修したサングラス『GROOVER×SHOTA YASUDA「i」』を発売[25][30]。2025年にはコラボレーションサングラスの第2弾として『GROOVER×SHOTA YASUDA「Trip」』を発売[31]。
- 2024年2月、所属する関ジャニ∞のグループ名が「SUPER EIGHT」に変更された[5]。
- 同年7月5日、以前より負傷していた右手中指の治療に専念するため、一時活動を休止することを発表[32][33]。その後、同月24日に活動再開を発表した[34][35]。
- 2025年3月、J-WAVE主催の日本最大級のギター弾き語りのイベント『J-WAVE TOKYO GUITAR JAMBOREE 2025 supported by 奥村組』で音楽フェスティバルにソロとして初出演[36]。
- 同年9月、約5年ぶりとなる2nd写真集『DOWN TO EARTH』（講談社）を発売予定[37]。

## 人物

### 本人
兵庫県尼崎市で生まれ、その後同じ学区内を数回引っ越したという。
思いやり深く、優しく穏やかな性格であり、不平不満を感じることがあまり無く、関ジャニ∞（後のSUPER EIGHT）の冠番組『関ジャニ∞クロニクルF』では、その安田の言動や対応にフォーカスを当てた「関ジャニの母」というコーナーも生まれた。これは幼少期の両親からの影響が大きいといい、礼儀にも厳しく、「自分がされて嫌なことは絶対に他人にやってはいけない」などを教えられ、それを大人になってからも守っているという。
オーディションの会場はABCホールであり、初仕事は『SHOW-NEN J』（朝日放送・テレビ朝日）で、番組のエンディングで滝沢秀明が歌っている後ろに座り、滝沢がワンコーラス歌い終えたら立つという仕事だったという。
『週刊V.WEST』（関西テレビ）に出演していた時期から、関ジャニ∞の47都道府県ツアー『全国47都道府県 完全制覇!!関ジャニ∞ えっ!ホンマ!?ビックリ!! TOUR 2007』の時期まで、自分のキャラクター付けに悩んでいたといい、人のことをあまり考えられない「人恐怖症」のようなものになってしまい、特に47都道府県ツアーの時が一番悩んでいたという。その時期に書いていた歌詞もとても暗い内容だったという。しかし、ツアーの最終会場が沖縄県であり、沖縄の海を眺めていると「お前はお前らしく生きたらええ」と聞こえた気がしたといい、それまでの悩みが一気に晴れ、「変にキャラ付けするのではなく、ありのままでやってみよう」「嘘はつかない。つくくらいならやめよう」という意識に変わったという。
2017年2月9日に摘出手術を受けた、脳腫瘍の一種である「髄膜腫」の後遺症の一つである「光過敏」により、強い光を浴びると、吐き気や目眩や立ち眩みが起きたり、視野に砂嵐が表れることがあるため、日常的に色付き眼鏡（サングラス）を着用している。
所属事務所の当時の社長・ジャニー喜多川から「ユーは器用貧乏だね」と言われたことがきっかけで、「全部マスターすれば良いんだな」と気持ちが切り替えられたという。
突飛なことを言ったり、「発想が変わっている」と言われることも多いが、安田自身は「自分にとっては普通」だといい、「誰かに共感して欲しいと思わないし、ただ自分はこういう考え」だという。しかし、25歳頃までは、「世の中に合わせないといけない」「同調することが大事なんだ」と考え込んでいたといい、20代後半からは自分なりに好きなことをやれるようになり、病気を経て「自分の考えを大切にすれば良いんだ」という考えに行き着いたという。
病気と骨折を経験したことで、「生きる」ということと、「無理をして仕事をすると体に歪みが生じる」ということを改めて学んだという。しかし、だからこそ「楽しく仕事をする」という考えに行き着いたという。
自身の結婚観について、命にかかわる手術を受けたことで、「親より先に死んだらあかん」「10年後、20年後に自分が健康体で働ける状態でいないとあかん」ということを真剣に考えざるを得なかったため、そこからは「結婚はしたらあかんもんじゃない」と思うようになったといい、「もし僕が（自身のファンの）アイドル像というものを崩していったとして、そんな僕も受け入れて欲しい」と2018年のインタビューで語っている。また、2023年放送の『ボクらの時代』（フジテレビ系列）では、「『結婚今すぐしていいですよ』って言われたらすぐ結婚する」「じゃないと男性的魅力って無いと思うし。誰かを守る、誰かを支えるみたいなことがあった上でその人の背中は輝くっていうのがある」と語っている。
2020年には、兵庫県尼崎市代表として『東京2020オリンピック』の聖火リレーの聖火ランナーに内定していたが、新型コロナウイルス「COVID-19」の影響により、オリンピックの開催が2021年に延期されたことで、聖火リレーも2021延期された。その後、尼崎市の聖火リレーが公道を走らない代替イベントへと変更され、当初予定されていた尼崎市での走行が無くなったため、聖火ランナーを辞退した。

### 家族
2人姉弟で3歳上の姉がいる。
自身の兄にあたる長男が生まれる予定だったが死産だった。そのため、自身が生まれると分かった時に父が「（兄の）生まれ変わりや！」と大変喜んだという。
姉とは幼い頃によく喧嘩をしていたが、仲は良かったという。

### 音楽活動

#### 音楽のルーツ
幼少期から音楽を聴くことが好きだったといい、父親が演歌が好きで毎日家で流れていたことから、演歌が自身の音楽のルーツの一部になっており、大人になってからも音楽プレーヤーに入れて聴き返しているという。
小学校高学年から中学生の頃に、実家の近所にレンタルCDショップがあり、「1枚100円のシングルを借りると、100円分の無料券が貰える」というシステムを利用して毎日通い、J-POPもその中で聴くようになり、チャート上位の曲や新譜のレンタルが開始されたらいち早く借りに行っていたという。また、同時期に『ABCミュージックパラダイス』（ABCラジオ）をよく聴いており、番組内で紹介された1位から3位までの曲名を勉強机に書き込んでいたという。
中学生の頃からゆずの大ファンであり、インディーズのCDも全て所持しているといい、ゆずの影響でアコースティック・ギターを始めた。
高校に入ると、RIZEの1stアルバム『ROOKEY』に衝撃を受け、元々メロディの良い曲が好きだったことも相まり、特に熱量のあるサウンドが好きになり、BACK DROP BOMBやKEMURIやB-DASH、BRAHMANなど、ミクスチャー・ロックやインディーズのバンドに嗜好が変化していったという。さらに、コットンマウス・キングスやリンプ・ビズキットなどの洋楽も聴くようになり、その後、オアシスをきっかけにUKギター・ロック、B.B.キングをきっかけにオールディーズも聴くようになった。
父親が奄美大島出身ということもあり、民謡や南米のワールドミュージック、ハワイアン、サーフロックなども聴いているという。
初めて買ったCDは、安室奈美恵の『CAN YOU CELEBRATE?』。
影響を受けた楽曲は、GOING STEADYの「STAND BY ME」、Mr.Childrenの「言わせてみてぇもんだ」、ゆずの「夏色」。
尊敬しているギタリストは、レッド・ホット・チリ・ペッパーズのジョン・フルシアンテ。

#### ギター
ギターを始めたのは中学2年生の夏。きっかけは、友人の家に遊びに行った際に、その友人が黒いフェルナンデスの『ZO-3』を所持しており、「これが音楽を作り出している楽器の一つなんだ」と感激し、特に『ZO-3』はアンプ内蔵型であり、ギターのボディから音が出てきたことに衝撃を受け、その音に興奮して「僕もギターが欲しい！」と、貯金を切り崩して2万円から3万円のアンプやシールドがセットになっている、友人と同じフェルナンデス社のストラトキャスタータイプのギターを購入したという。
しかし、当時ゆずのファンだったため、ゆずの2人に憧れ、アコースティック・ギターを弾くようになっていったという。丸山と共に梅田駅で路上弾き語りライブを行ったこともある。
基本的にエレキ・ギターの音よりもアコースティック・ギターの音の方が好きであり、自宅でギターを触る時も後者の方が多く、前者はリードパートのフレーズ練習の時くらいだという。そのため、自身のイヤモニにはギターの音は返さず、他のメンバーの音（ベース、ドラム、キーボード、パーカッション、管楽器）を返しているといい、ライブでは自身のギターの音が直接飛んでこないように、アンプのスピーカーをステージの外側の方に向けているという。
2017年には、スキマスイッチの大橋卓弥や石成正人からの紹介で佐賀県の工房『ベフニック・ブレスワーク』の合瀬潤一郎に頼み、オリジナル・モデルのアコースティック・ギターを製作した。同器を製作するきっかけは、安田は自身の手が小さいため6弦が押さえづらいことを悩んでおり、「自分に合ったネックが欲しい」と思ったからだという。また、自分の歌う言葉がハッキリと伝わるように、あまりクセのない音のギターが必要だと考え、「立ち上がりの良い、ブライトな音が欲しい」と注文したという。ボディの木材はジャーマン・スプルース・トップ、サイドとバックがモンキーポッド、ネックがマホガニー、指板がエボニー、ブリッジがハカランダを使用しており、指板インレイには、安田自身が「生命の誕生」をイメージしたデザインが落とし込まれている。

#### 作詞・作曲
自身のソロ曲や関ジャニ∞のグループ楽曲など、作詞・作曲を多く手掛けている。
楽曲制作は、「Never Say Never」のように歌詞が先行する場合もあれば、「Dye D?」のようにメロディーが先行する場合、さらに「Black of night」のように歌詞とメロディーを同時に制作する場合もある。
作曲は、アコースティック・ギターを始め、コードを少し覚えた後すぐにやり始めたという。しかし、「自分が書いた曲を誰かに聴かせたい」という気持ちは芽生えず、「自分で（曲を）作って、自分で一度聴いて満足して、また次を作る」という作業の繰り返しだったという。これは、単に「曲を作る」ということ自体が好きだからであり、ギターを始める前からステージに立つ仕事をしていたため、「自分の趣味の音楽」と「仕事の音楽」で自然に分けるようになっていったという。そのため、安田いわく「自分で好き勝手に作った曲」と、自身が制作した関ジャニ∞の曲では完全に分けているといい、前者はあまりCDとして世間に出しておらず、後者は個人的主観は一切ないという。
作曲をする際は、その楽曲を歌う人のことだけを考え、今のその人に辿り着くまでの人生や感情の起伏を想像し、それをろ過することで安田いわく「砂みたいなもの」が落ち、それをメロディーにするという。
関ジャニ∞の楽曲を制作する場合は、「こんな曲をファンのために歌えたら、何か感じてもらえるかな、伝わるかな」と思いながら制作しているという。また、個人の楽曲を作るよりも客観視できるといい、「今の関ジャニ∞に何が必要か」を考えた上で制作するという。
2012年時点のインタビューで「今後個人でやってみたいこと」として、ジャニーズ事務所の他グループへの楽曲提供を挙げていたが、2019年には関西ジャニーズJr.に自らが作曲した楽曲「My dreams」や「Can't stop」を提供した。
関ジャニ∞の44thシングル表題曲「Re:LIVE」からはプリプロダクション（以下「プリプロ」。）を安田の提案で取り入れている。他事務所のミュージシャンは日常的にプリプロを取り入れているのにもかかわらず、関ジャニ∞のみならずジャニーズ事務所のアーティストのほとんどがプリプロを取り入れていなかったことから、9thアルバム『ジャム』の制作時も含めて「プリプロをやっていたら、もっとこう出来たのにな」と思うことが多かったという。そこで、安田がスタッフにプリプロの導入を直談判したが、最初はスタッフから煙たがられたという。しかし、プリプロの大切さと必要性を理解してもらうために、メンバーやスタッフを集め、プリプロの日程を決めて軽くレコーディングをしたのを聴かせると、メンバーそれぞれが「この人は歌っている時にこういうことを意識しているのか」や「この人がこう歌ったから、俺は次にこう歌った方が良いな」という発見が生まれ、徐々に曲を理解していく姿勢が生まれていったという。さらに、同曲のレコーディングでは、スタッフのトラック・ダウン（TD）の後に、初めて「TDのやり直しをさせてください」と直談判し、安田が音圧やボーカルの波形を全て細かくディレクションしたり、ストリングスや楽器のアレンジにも関わった。これらの作業に関して、一部のスタッフからは「急に安田がしゃしゃり出て音楽のことを言い始めたぞ」と陰口を言われたこともあったというが、「最初はそう思われても信念を通せば分かってもらえて、そこで信頼関係を築けば、それが自分たちの新たな武器になる」という想いから、諦めずに挑戦した結果、安田自身もスタッフも納得のいく作品になり、「何かを変える新しい行動を起こす時は、ブレない信念があれば何も恐れずに前に進めば良い」ということを改めて感じることが出来たという。
元々楽曲制作をする際は、アコースティック・ギターを使用することがほとんどだったが、コロナ禍を通して、デスクトップパソコンを購入し、『Logic Pro』や『Pro Tools』などのソフトを使用した楽曲制作にも挑戦したという。また、エレクトリックピアノも所持しており、「わたし鏡」のサビなどはピアノを用いて制作したという。
制作期間を決めずに常に楽曲を作っているため、決まった制作期間でなくても、メロディーがふと思い浮かぶことがあるというが、逆に長く考えても出てこない時もあるという。そのため、メロディーが出てきた時にすぐにボイスメモに入れるようにしているという。また、1番だけできていて、そこから先はセッションをしている時に出てくることもあるという。
好きなコードは「9th」や「11th」で、作曲する際に、歌った時のメロディーラインの音を拾いながら楽器で音を当てていく中で自分の気持ち良い所を探っていくと、テンション・コードや分数コードが自然に使われていることが多いという。
2020年時点でのインタビューでは今後の目標として、「自分が作った曲がシングル表題曲に起用される」ということを挙げている。

#### 使用器材
- ギター
  - エレクトリック・ギター
    - Gibson『Les Paul Classic 2000年製』[54]
    - Gibson Custom Shop『ES-335 2006年製』[54]
    - Fender USA Custom Shop Master Build Jason Smith『Stratocaster Relic』[54]
    - Fender Custom Shop Master Build Jason Smith『Telecaster（Natural）』[67]
    - Fender『American Acoustasonic Telecaster Exotic Ziricote』[68]
    - Provision Guitars『Telecaster Custom Order Model』[69]
      - ギタリストの石成正人の紹介で製作されたオーダーメイドギター[69]。

    - Fender Custom Shop『La Paloma K-Mazoo Telecaster Jr.』[70]

  - アコースティック・ギター
    - Gibson『J-45』[71]
    - Gibson『B-25』[71]
    - Beffnick Brace Work『Yasuda Custom Model』[56]
      - 安田によるオーダーメイドのオリジナル・モデル[56]。

    - Beffnick Brace Work『NEO-DEEP』[72]
      - 「スタイルNEO」というオリジナルのボディ形状を採用しており、指板インレイにはタコを思わせるキャラクターのモチーフが描かれている[72]。
- アンプ
  - Bogner『Ecstasy』[54]
  - Bogner『4×12 Cabinet』[54]
  - Divided by 13[69]
- エフェクター
  - BOSS『Giga Dilay DD-20』[54]
  - BOSS『Flanger BF-3』[54]
  - Schecter『THE TREMBLER』[54]
  - MXR-Custom Audio Electronics『MC402 Boost-Overdrive』[54]
  - AYA tokyo japan『drivesta』[54]
  - Custom Audio Electronics『RS616』『VP Jr』[54]
  - KORG『VP-10』[54]
  - VOX『Wah Pedal』[54]
  - VOX COOLTRON『Big Ben Overdrive』[54]

### 俳優活動
俳優としての評価は高く、特に色付き眼鏡を着用するようになってからは舞台を中心に俳優活動を行っている。
2001年にV.WESTとして『ミュージックステーション』（テレビ朝日系列）に出演して以降、仕事がほぼ無くなったといい、それでも当時「仕事欲しい！ドラマやりたい！」と懇願していた所、2003年にMBS・TBS系ドラマ30『ショコラ』で連続ドラマ初出演を果たした。しかし、安田曰く「全く思うように出来へんかった」といい、気持ちだけが先走り、全く準備が出来ていなかったという。
演技をすることは、普通に生きていたら自分の主観で生き続ける人生だが、役を演じることで毎回その役の人を自分にインストールするため、「こんな考え方をしているんだ」「俺だったらこうは行動しないが、役の彼はこうしか生きられないんだな」と感じ、引き出しが増え、心が豊かになり、様々な物事を知れることに繋がっているという。更に、演技は、自身がこれまで溜めたものを、誰かに渡すことが出来るため、「自分の中に入ったものを次に渡せるから、自分も豊かになれる」という感覚なんです」になるという。そのため、それがよりダイレクトに感じられ、「自身が表現したことに影響を受けて、人生が変わる人たちがいる」ということがあるため、舞台が好きだという。
また、自身があまり喋ることが得意ではないため、「何かを表現することによって会話をする方がその人の心を打つ」と考えており、自身の舞台を観劇した人に対して影響を与えられることが自分の原動力になっているという。
「舞台で芝居をすること」と「作曲」ではものづくりをしている感覚が似ているといい、安田はそれが楽しいと感じているという。だからこそ、出来ることならば「舞台は1年に2回はやりたい」と語っている。
舞台を観劇する人は料金を払って観に来るため、その分熱量があり、舞台と客席が対峙した時に空間がヒリヒリする感覚があるという。
後述の通り、病気や骨折を経験したが、多少体に負担があったとしても舞台を続けたいという。それは、舞台が「目の前の誰かがその瞬間、刺激を貰ってくれる芸術」だと考えており、映像作品とは異なり、人と人が五感や六感を使って生で何かを吸収し合ったり対峙しようとするものであるため、その瞬間が好きだという。

### 趣味・嗜好
趣味は絵を描くことで、イラストや抽象的な絵を得意としている。
絵は幼稚園に入る前からよく描いており、その頃から色のバランスを考えて塗り絵をしたり、選ぶ色のチョイスも独特の感性を持っていたという。また、小学生の時には学校のポスターや冊子の表紙に自身の描いた絵が起用されたことが何度もあった。
部活動はバスケットボール部やバレーボール部や創作運動部に所属していた。中学生の頃に所属していたバレーボール部は、ジャニーズ事務所に入所が決まり、母親に仕事をすることで部活に参加しなかったらチーム迷惑がかかるという理由から「ジャニーズを続けるんやったらバレーボールは辞めなさい」と言われ、辞める決断をしたという。
動物好きの両親の影響で、自身も幼少期から動物が好きで、ウズラやひよこ、メジロ、インコ、金魚、ナマズ、雷魚、鯉、メダカ、カブトムシ、ヤドカリ、ザリガニなど、ジャンルを問わずに様々な種類の動物を飼っていたという。そのため、幼少期の夢は動物園の飼育員になることだったという。
髄膜腫を患う前は年間約150本潜っていた時があるほど、25歳頃から始めたスクーバダイビングが趣味だったが、病気の後遺症によりダイビングが出来なくなった。小型船舶操縦士1級を所持している。ダイビングは2009年にCカードを取得。レスキュー・ダイバーのライセンスも持っており、ダイブマスターを目指している。
安田は地球上の生命が宿っている物でも宿っていない物でも全てに対して感謝の気持ちを持っているというが、特に海に対しては「一番感謝している」「海はどんな環境に置かれても、どんな試練が与えられようとも、人間をしっかりと受け止めようとしてくれる」「大きな愛を感じる」と語っている。
ファッションには拘りがあり、私服は奇抜なデザインの服が多い。耳に巨大なピアスを着けている時期もあったが、これに対して安田は「人生でやりたいことをやっているだけ」「ファッションやから、洋服選びと同じ」だという。しかし、2021年時点でピアスを全て外している。これは髄膜腫の手術をした時から安田自身の中で葛藤し続けてきた"何か"があったというが、2018年に病気や骨折のことを公表して自分らしく生きた結果、「全て一回ゼロに戻って良いわ」「生まれた時の、ありのままに戻って大丈夫」と思える所にたどり着いたといい、「（自分を）着飾らなくて良い」と考えるようになり、ピアスを一気に外すことにしたという。
両親は以前帽子を作る職人をやっていた経験があり、派手なファッションに理解はあるというが、安田ほど奇抜なファッションな人は居ないという。
2010年に手話に本格的に勉強を始め、2011年に手話検定3級を取得した。

### 交友関係
俳優の古田新太とは、古田が所属する『劇団☆新感線』の2007年に上演された舞台『朧の森に棲む鬼』を観劇する前日に、共通の友人の紹介で、食事をしたのが交流の始まりだという。その後、2015年からは関ジャニ∞の冠番組『関ジャム 完全燃SHOW』（テレビ朝日系列）で共演し、2019年には古田からの指名で安田が主演する音楽劇『マニアック』で演技作品初共演を果たした。
勝矢や大鶴佐助など俳優の友人も多く、特に大鶴とは、2014年に自身が主演を務めた舞台『ジュリエット通り』で共演したのがきっかけで親しくなり、大鶴からは「にぃに」と呼ばれ、1週間家に泊まったり、沖縄県に1週間旅行に行ったりするほどの仲だという。WANIMAのKO-SHINと3人で大鶴の誕生日を安田の家で祝ったこともある。また、大鶴の影響で、大鶴の父である唐十郎の作品やテント芝居を観劇し、唐作品のファンになるきっかけにもなっており、2023年には唐作品の一つである『少女都市からの呼び声』で主演を務めた。
ロックバンド・WANIMAとはメンバーそれぞれとプライベートでも交流があり、特にKENTAとKO-SHINは安田の家で食事をするほどの仲である。WANIMAのメンバーは関ジャニ∞のライブや安田の主演舞台を観劇し、安田はWANIMAのラジオ番組『WANIMAのオールナイトニッポン〜にちようび〜』（ニッポン放送）の初回放送のゲストとして出演したり、『2021 FNS歌謡祭』（フジテレビ系列）では安田とWANIMAによる「ともに」のコラボレーションを披露するなど、公私共に交流を深めている。元々は自身が関ジャニ∞として出演した『TOKYO METROPOLITAN ROCK FESTIVAL 2017』でWANIMAのステージを観て以降ファンになり、2017年時点のインタビューで好きなギタリストの一人にKO-SHINの名前を挙げている。逆にKO-SHINもジャニーズ事務所の公式モバイルサイト『Johnny's web』の会員になるほど関ジャニ∞のファンである。これらのことから、関ジャニ∞の41stシングル表題曲「ここに」ではKENTAが楽曲提供を行い、WANIMAが主催するロックフェス『WANIMA presents 1CHANCE FESTIVAL 2023』に出演するなど、関ジャニ∞としてもWANIMAと交流を多く持っている。
水中写真家の鍵井靖章とは、27歳の時にダイビング専門誌『月刊ダイバー』の撮影で出会って以降交流が続いており、安田が「ツレ」と呼ぶほどの仲である。

### 右手中指の治療による活動休止
2024年7月5日、以前より負傷していた右手中指の治療に専念するため、一時活動を休止することを発表した。
安田は会員向けサイト『FAMILY CLUB web』の公式ブログにて、「（同年8月より開催の）アリーナツアーでみんなと会える日に向けてオペをし治療に専念する形をとらせてもらいました」と説明し、「ちゃんと治してきますね。またすぐ元気になって戻ってくるんで安心して待っててください」と呼びかけた。
これにより、翌7月6日にSUPER EIGHTとして出演を予定していた『THE MUSIC DAY 2024』（日本テレビ系列）には安田は出演せず、SUPER EIGHTは4人で出演し、新曲「Eighdays」を4人バージョンで披露した。この出演の際に、村上が「安田くんが指の怪我が芳しくなくて。秋にツアーもあるので、安静にしてもらってからじゃないと無理やということで」と安田の現状について説明し、「（安田は）大丈夫！元気にしてます」と強調した。なお、翌週の7月13日に出演を予定していた『音楽の日2024』（TBS系列）は、安田だけではなくSUPER EIGHTがグループで出演を辞退した。出演辞退の理由は発表の時点では明らかにしていなかったが、後に大倉が自身のSNSで「5人ちゃんと揃う時にパフォーマンスさせてください」と辞退理由について言及した。
その後、同年7月24日に活動再開を発表した。しかし、活動再開時点で指に固定器具をつけている状態であり、ギター演奏ができる状態には至らなかったため、同年8月からのSUPER EIGHTのツアーには出演するものの、「演奏以外のできることから、少しずつ準備を始めさせていただき、無理のないように、完治に向けてリハビリを続けて参ります」と説明し、回復するまではボーカルのみで参加するという。なお、今回の怪我に関して安田は「頭の病気とは無関係」と、前述の髄膜腫によるものではないことをファンクラブサイトにて明かした。
活動再開発表の直後にはグループのInstagramにて安田を含むメンバー5人でライブ配信を行い、安田が右手中指に包帯を巻いた状態で出演し、本人から活動再開や怪我の状況、今後の対応などが話された。配信時点では指の手術後で固定器具をつけている状況にあり、完治していないものの「身体も心も元気にしています」と説明した。
同年9月14日にSUPER EIGHTとして出演した野外ロックフェスティバル『ROCK IN JAPAN FESTIVAL 2024 in HITACHINAKA』より、ギター演奏を再開した。

## 髄膜腫と後遺症

### 髄膜腫
2017年2月1日、レギュラー番組の収録を終え、エレベーターで移動していた時に突然平衡感覚を失い、同時に頭に強い圧迫感を感じたという。子供の時から片頭痛に悩まされており、日常的に頭痛や頭が重いと感じ、市販の薬を服用していたため、マネージャーからの勧めで医療機関への受診を行う際に、この時の圧迫感が片頭痛の感覚とは違うと感じていたものの「これを機に片頭痛の治し方が分かれば良い」という軽い気持ちでいたという。
同年2月2日、頭痛を専門とするクリニックを受診すると、片頭痛にみられる閃輝暗点の頻度が男性にしては多い上に、「頭の左を下にして寝ると少し楽になって、右を下にして寝ると頭痛が強くなる」という安田の説明を聞いた医師が違和感を感じ、MRIで脳の画像を撮ると、左前頭葉に野球ボールほどの直径8cmほどの腫瘍「髄膜腫」が見つかった。髄膜腫自体は良性の腫瘍だが、その当時の安田の腫瘍は右脳まで広がり、脳や血管を圧迫していたため、咳などが引き金となり、何かの弾みで力んだ場合に脳出血をいつ起こしてもおかしくない危険な状態だった。そこで、すぐに安田のマネージャーが呼び出されて事情を説明し、1週間後（2月9日）の手術が決まった。なお、診断を受けても、どこか人ごとのようだったのは、腫瘍が思考や感情をつかさどる前頭葉にできた影響だったためだという。
手術までの1週間は通常通り仕事をこなしていた。過去に二度ヘルニアの手術の経験があり、特に17歳の時の手術が全身麻酔だったことから、手術に対する怖さがあまり無かったという。
同年2月8日、翌日の手術のために入院し、絶食も行った。その際に、当時社長であったジャニー喜多川やメリー喜多川に向けて、これまでの感謝と共に「手術を受けるが元気に戻ってくるから心配しないで欲しい」という内容の2枚の手紙を入所後初めて書き、マネージャーに託した。
同年2月9日、約12時間にわたる髄膜腫の腫瘍の摘出手術を受けた。腫瘍は左右の脳を隔てる大脳鎌から発生し、直径約8cmもの大きさになっており、左の脳を中心に広がり、右の脳にもはみ出していた。この時は頭蓋骨の両側を切って外した上で手術が施された。なお、全身麻酔で意識が遠のいていく間も不安はなく、「ここで命果てるなら、そういうもんやな」と冷静に受け止めていたという。
集中治療室（ICU）にいたのは1日程度だったが、術後すぐには頭皮の感覚が戻らず、発熱や怠さもあった。手術後は軽いせん妄が出現し、母親が父親に安田の無事を知らせるために写真を撮ろうとすると、毎回白目でピースをしていたという。その時の記憶はまったくなく、後に写真を見せてもらってはじめて知ったというが、「頭の大きな傷よりも痛々しく、すごく心の傷になった」と語っている。その後3日間は39度台の熱が続き、「立ち上がろうとすると立ちくらみで再び座ってしまう」ということの繰り返しだったという。また、舌も腫れていたため、食事の際に痛みを感じ、「食欲はあるのに食べ物を噛むのが辛い」という状況からあまり食事が出来なかったという。しかし、メリーから「病院食だけでは回復しにくいでしょう。脳の手術で、胃腸は大丈夫なのだから、体力をつけなさい」という内容の手紙と共にすき焼きの差し入れが送られて来たため、「食べなければ回復しない」と改めて感じたことで、少しずつ食事が出来るようになっていった。この時のメリーの心遣いが嬉しかったという。
「早く自力で動けるようになりたい」と強く思っていたため、可能な限り他人の手は借りずに自分で動くように励んだという。また、術後の健全な経過として、頭の中に溜まった血液が顔の方に下がってくるのが原因で、一時的に顔がどんどん腫れていった。このことに対して安田は「これも生きている証拠だな」と感じ、日に日に顔が変わっていく様子を写真に収めていたという。
安田は「術後に高熱が出て、顔は別人のように腫れている」という状況を受け入れられたが、一方で命の危機に直面し、病室で一人きりになったことで「孤独」を実感したという。当時の複雑な心情をつづった歌詞にメロディーを付けた楽曲が2025年5月時点で未発表だがあるという。
関ジャニ∞のメンバーには手術が成功した後に初めて、自身が髄膜腫と診断され、手術を受けたことを伝えた。そのため、メンバーの中には「もしヤス（安田）が死んでしまっていたら、会えずに情報も知らずに終わっていたんじゃないか」と激高した人もいたという。その一方で、前述の腫れ上がった顔の写真をメンバーに送ると、「変な顔やな」といつも通りの雰囲気で笑い飛ばす返信をもらったという。

その後、「手術後には、光に弱くなるので注意するように」と医師から忠告を受けた。
手術から10日後の2月19日、体力は完全に回復していなかったものの、自力で歩けるようになっており、無事に退院した。
同年2月21日、関ジャニ∞として『プレミアムフライデー』のナビゲーター就任の記者会見があり、「穴を開けたくない」との気持ちから、退院して2日後ではあるが、同会見に出席した。しかし、まだ病気の公表前ということもあり、強いライトやカメラのフラッシュなどが絶え間なくたかれてしまった。そこで、メンバーが記者陣に見えないように安田の後ろで背中を擦りながら、ふらつく安田を支えていたという。その時、「仲間って良いな」と改めて感じたという。
前頭部を開頭しての手術だったため、頭には大きな傷跡があったが、手術を公にするまでの間は、ヘアメイク担当のうち1人にだけこのことを伝え、その人のみにメイクしてもらうなどをして、病気や手術のことを隠し通していたという。そのため、手術痕が見えないように舞台の稽古などではベレー帽をかぶり、人前ではウィッグを着けていた。しかし、手術当時の安田は髪を染めており、染めていた髪が伸びて黒髪が見えてきてもなかなか染め直せないことから、病気を公表していないが故の生きづらさを感じていたという。
病気が発覚してからそれを公表するまでの約1年半が「一番しんどかった」と語っており、ファンや世間に病気の事実を隠しているということ自体が、安田自身の中でとても葛藤し続けていた時間だったという。
病気をする前までは「アイドルとはこういうものだ」ということに向き合って生きていたが、病気をしてからは「自分らしく生きよう」「やりたいことをやる」という考え方に変わり、自分の内側に漲っている自分を抑制してきたものを一回外して生きたことで、無理して自分のキャラクターや生き方を選ばずに、自分が楽しく、気持ち良く仕事をしながら生きられるスタンスに変わっていったという。
死を身近に感じたことで、「この病気や手術の経験を形にして伝えたい」という想いが生まれ、安田が事務所に直談判し、写真家・岡田敦とタッグを組んだ初の写真集『安田章大写真集「LIFE IS」』を発売した。安田個人の直談判で得た仕事は今回が初めてだという。当時入院していたジャニーの見舞いに毎日通っている中で、「今こそ（やりたいことを）ちゃんと伝えるべきなのではないか」と考え、ジャニーに「"ただの人"としての自分の体験を出来るだけ沢山の人に共有して、それによって誰かの背中を押せるようなものが作りたい」と伝えたという。
元々、2018年末、女性誌『an・an』の関ジャニ∞の連載である対談企画で約10年間ファンだった岡田と初対面し、お互いのクリエーションについて熱く語り合ったことで意気投合したという。そこで、交流を深めながら、何度も写真集の可能性についてディスカッションをしており、2019年の春から、「生と死の輪廻」というテーマで「一度は覚悟した死から立ち上がり、生のありがたさを実感しつつ、同時にまた、生きていくことは死に向かうことでもある」という病を克服した安田だからこそ表現出来る世界観の写真集を制作する企画が生まれた。さらに、ロケ地には、「美しくも厳しい自然が広がる」という点で北海道が選ばれた。スタイリストやヘアメイクも安田をよく知るスタッフである袴田能生とヤマサキヨーコが担当していた。また、安田と岡田のたっての希望で、中島秀樹によるアート・ディレクションが実現した。

### 後遺症と色付き眼鏡
前述の髄膜腫の手術の後遺症として、前頭葉と後頭葉の間での視覚情報の伝達に混乱が生じるようになり、片頭痛に伴う「光過敏」の症状が生じるようになった。これにより、スタジオの照明などの強い光を浴びると、薬などで調整していない場合は吐き気や目眩や立ち眩みが起きたり、視野に砂嵐が表れることがあるため、日常的に色付き眼鏡（サングラス）を着用している。
手術後に医師から「手術の後遺症として、しばらくの間は光への過敏性が増す」との説明があり、「出来れば自然光も制御した方が良い」と助言された。そこから日常生活ではブルーライトをカットする眼鏡をかけ始めた。しかし、2017年当時は髄膜腫を患ったことや手術を受けたことなどを公にしていなかったため、仕事の時は眼鏡を外していた。そのため、記者会見や舞台の稽古など、強いライトの下での活動やフラッシュがたかれる現場だと、目の前に砂嵐のようなものが現れたり、物が歪んで見えたりしたといい、その後頭痛が起きて吐きそうになることもあったという。
腫瘍を告知された時も手術を受ける前も恐怖や悲観はほぼ無かったというが、ダイビングなどのプライベートの楽しみが制限されたことで打ちひしがれたという。医師から「もうダイビングは出来ない」との話を聞き、その言葉を受け止めたところからショックを感じるまでに時間がかかり、次にそのショックが絶望に変わり、ようやく絶望からやり場の無い感情のコントロールの仕方を見いだせたという。そのため、「大病を経験したおかげで生きること自体が『もっと簡単なことだった』と気付けた」と語っており、それを「心的外傷後成長（レジリエンス）」だと自身のことを分析している。
後遺症に対する恐怖心から、趣味だったダイビングだけでなく海水浴場などで足をつけることさえも出来なかったという。しかし、ダイビングは出来ないものの、2023年8月に放送された『ANOTHER SKY』（日本テレビ）で約6年振り、術後初めて海に入り、シュノーケリングを行った。これに対して安田は、恐怖心はあったものの、いざ海に入ると「やっぱり海が自分にとっては必要であり大切」と感じたという。
友人でもある水中写真家の鍵井靖章からは「もしヤスがダイビング出来るようになったら、水の中での写真集を俺が作る」と約束しており、鍵井のように人との繋がりが一層強くなったという。

2018年4月9日、この手術の影響で転倒し、背中と腰骨に全治3か月の圧迫骨折を負った。
この骨折後は、これまで以上に光への過敏性を抑えるために、近赤外線もカットする特殊な色付き眼鏡を作り、それをかけるようになった。また、自宅では蛍光灯はつけず、明るさが必要な時はろうそくや小さなダウンライトを使用しているという。その時も光がいきなり目に入らないように最初は目を閉じ、その後少しずつ目を開けるということを習慣づけているという。
同年7月2日に後述の骨折と併せて髄膜腫の手術を受けたことも公表したことで、後遺症のことも公に出来たため、仕事でも色付き眼鏡をかけられるようになった。
元々裸眼では景色が3次元ではなく2.5次元のように見える体質で、普段掛けているサングラスのレンズは遠近赤外線を両方カットし、さらに物がより立体的に見えるようになっているという。
2021年時点で所有している眼鏡の本数は約20本で、元々アースカラーが好きなため、眼鏡のフレームは黒やブラウンなどのダーク系の色が多いという。透明やシルバー系のフレームを使用しない理由の一つとして、青いレンズを入れると眼鏡全体が小さく見えてしまうことがあり、自身に似合わないと感じることが多いからだという。
常に眼鏡をかけるようになって以降、自身のライフスタイルにも影響を与えており、服のコーディネートや髪型や髪色は、眼鏡を軸に考えることが増えたという。一方で、青いレンズの眼鏡と合うスタイルが限られてしまうため、後遺症を患う以前に集めていたストローハットやベースボールキャップなどをあまり着用出来なくなってしまったという。

2021年時点のインタビューで「同じように病気を患って色付き眼鏡をかけないと生活出来ず、学校や会社で肩身の狭い思いをしている人が沢山いる」「『僕らみたいな人もいる』ということを世間に伝えていくのも自分の仕事の一つ」と語っていたが、2023年には眼鏡ブランド『GROOVER』とコラボレーションし、自身がデザインやカラーリングを全面的に監修したサングラス『GROOVER×SHOTA YASUDA「i」』を発売した。
作品によってはサングラスを外して参加することもあるが、2021年に主演した舞台『リボルバー 〜誰が【ゴッホ】を撃ち抜いたんだ?〜』では、「外したい」と自らプロデューサーに頼んだという。そのプロデューサーからは「（サングラスを）付けていても構わない」と言われたが、自身が同作で演じたフィンセント・ファン・ゴッホがメガネを掛けていたという史実が無かったため、観客の視点なども考慮し、サングラスを外して参加することを決めたという。また、「安田のサングラスが特殊な仕様になっており、稽古で付けていて本番だけ外した時に景色が変わり過ぎる恐れがある」という点と、「安田がサングラスをしていると、共演者がその姿での安田をゴッホとして認識してしまう」という点を考慮し、同作の稽古の際もサングラスを外していたという。
色付き眼鏡をかけるようになって以降も舞台作品を中心に俳優活動を続けていたが、映像作品への出演は手術前の2016年を最後に2023年まで途絶えていた。これは、サングラスを着用する役柄があまり無いことや、強い照明を浴びること、そして左前頭葉に腫瘍があったことでセリフ覚えが遅くなったことなどから、短期的かつ瞬発的に芝居をする映像作品への出演に対して不安や抵抗が生まれ、「映像（作品のオファー）は断ってください」と事務所に頼んでいたためである。
しかし、服用する薬によって少しの時間は「体の状態を整えてメガネを外す」のような照明の前でも芝居が出来るようになり、さらにサングラスを着用する役でのオファーだったことから、2023年公開の映画『嘘八百 なにわ夢の陣』で約7年振り、手術後初の映像作品への出演を果たした。この映画の出演をきっかけに、前述した映像作品への恐怖心や抵抗感が和らぎ、「もっと映像作品に出演して残していきたい」「仕事の幅を広げてくれた」と、前向きなコメントを残している。
また、2022年12月時点のインタビューでは「体調とも相談しながら、出来ればサングラスをかけずに（映像作品に）出られるようになろう」と映像作品への展望も語っている。この発言の通り、インタビューの2か月後の2023年2月には、NHK Eテレスペシャルドラマ『オリガミの魔女と博士の四角い時間』で約7年振りにテレビドラマへの出演を果たした。
なお、ライブでは「手術前に僕を好きになってくれた人もいるから。心配はかけたくないけど、ファンが喜んでくれる方を取りたい」サングラスを外す時もあるという。
しかし、手術から8年以上が経つ2025年時点でも、ライブのリハーサル中に具合が悪くなったり、テレビの収録中に柱や手すりをつかんでいないと転倒しそうになったりすることもあるといい、薬を事前に多めに服用してしのいでいるという。これに対して安田は「平気そうに見えるかもしれないですが、僕も苦しい思いを耐え忍んでいる闘病者の一人です」と語っている。

### 背中と腰骨の骨折
2018年4月9日、前述の後遺症の影響で転倒し、背中と腰骨に全治3か月の圧迫骨折を負った。この時は、ライトなどの光の影響で、脳が極度に興奮状態になったことが原因と見られている。しかし、当初は転倒理由を「立ちくらみが原因で誤って転倒」としていたが、2024年に放送された『スイッチインタビュー』（NHK Eテレ）にて、本当の転倒理由が「術後てんかん」であることを公表した。
当時安田が風呂の浴槽に浸かっていたところ、術前にはなかったてんかん発作が突然起き、浴槽で仰け反りすぎたことで背中と腰骨が折れ、その反動で浴槽に顔が浸かり、そのまま気絶してしまった。しかし、そこを安田の友人が偶然すくい上げ、一命を取り留めたという。当時事実とは違う表現で公表したことについて、安田は「はっきり言い過ぎるとびっくりさせる方もいらっしゃるかと違う形で説明をした」と説明しており、「人生を大きく変えた一番の分岐点」と語っている。
同年4月15日に行われたメンバーの渋谷すばるの退所会見もこの骨折が原因で欠席した。これらの公表前は理由を「打撲」としており、その時に「骨折はなかった」と報じたメディアもあった。
同年7月2日、前述の髄膜腫を患い摘出手術を行ったこと、後遺症による転倒で背中と腰骨に全治3か月の圧迫骨折を負ったこと、それが原因で渋谷の会見に参加出来なかったことを公表し、これらを考慮して同年開催のライブツアー『KANJANI'S EIGHTERTAINMENT GR8EST』などで一部パフォーマンスを制限することを発表した。この時点ではまだ骨折が完全に治癒していなかったため、ツアーにはコルセットを着けて参加した。
これまで公表を控えていた理由として、関ジャニ∞が7人から6人になることでファンや関係者が様々な思いを抱くことを考えた時に、「このタイミングでこれ以上の心配をかけるべきではない」と判断したからだと事務所が公表している。
これらの発表のきっかけは、メンバーを前にして泣きながら「この体ではライブに立てません」「発表させてくれなきゃ無理です」と訴えたからであり、骨折の原因を発表するためには、摘出手術のことも言う必要があったからである。
「（観客に）未完成なものを見せたくなかった」「ここで無理に動いたら俺の人生が終わるかもしれない」と考えたため、当初はツアーの不参加を望んだが、ジャニーの「Show must go on」の精神や他のメンバーの気持ちや事務所の都合などを鑑みて、自分を納得させ、ツアーの参加に踏み切ったという。
これらの公表後、大阪にある関西テレビで収録する必要のある『関ジャニ∞のジャニ勉』（関西テレビ）の収録を一定期間欠席するなどの対応をとった。
この病気や骨折がきっかけで「自分でどう生きるのか」を見つめ直し、「こう生きなければもったいない」や「意見や希望はしっかり言葉にしないと伝わらない」と分かってきたため、新たに生まれた気持ちは積極的に発信していこうという考えになったという。
もし骨折していなかったら、未だに病気のことを発表していなかったかもしれないという。

### コラボレーションサングラス
2023年7月、色付き眼鏡を着用している経験から、眼鏡ブランド『GROOVER』とコラボレーションし、自身がデザインやカラーリングを全面的に監修したサングラス『GROOVER×SHOTA YASUDA「i」』を発売した。
コラボレーションサングラスの制作は、企業側から依頼されたのではなく、安田自身が企画したものである。2021年頃に安田が自ら企画書を作り、ジャニーズ事務所に直談判したという。安田曰く「（事務所では）所属タレントが身銭を切って一から商品を作るというのは過去に事例が無かった」という。
安田が同商品を販売する上で大切にしていたのは「売ること」ではなく、「『サングラスが必要な人は臆さず身につけて欲しい』『サングラスをかけている人に偏見を持たないで欲しい』というメッセージを多くの人に届けること」だという。
「i」という商品名は、「愛（あい）」と「私（I）」のダブルミーニングとなっており、「眼鏡をかけなきゃ生活出来ない私のことも愛してね」「眼鏡をかけている姿が本当の私」という2つのメッセージが込められている。
同商品は、「どんなファッションにも合わせやすいように」という考えから、フレームのフォルムはクラウンパントがベースになっている。また、自身の経験から風呂場でも眼鏡をかけられるために錆びにくいチタン素材を採用しており、長時間かけても疲れにくい軽さにしている。
また、今回のサングラスは2種類発売しており、制作過程で「1本は普通の透明レンズにしてはどうか」という案も出たというが、安田の「サングラス自体を特別なものにしたくない」との想いから、拘りを押し通して却下したという。
同商品のメガネケースとメガネ拭きのデザインを自身が担当しており、それぞれにサインを入れているが、メガネケースには「僕と眼鏡を相棒のように思って欲しい」という願いを込め、「yasu」と書かれている。一方でメガネ拭きには「もし皆さんの心が曇ってしまうようなことがあれば、このセリート（メガネ拭き）で眼鏡と一緒に心の汚れを拭い、晴れやかな気持ちになって欲しい」という願いを込め、「yasu」と「sun（太陽）」を組み合わせた「yasun」の文字とデザインを入れている。
2023年時点のインタビューでは、コラボレーションサングラスの発売を一過性のもので終わらせるのではなく、「世間に浸透するまで続けていきたい」と語っている。
2025年7月7日には、コラボレーションサングラスの第2弾となる『GROOVER×SHOTA YASUDA「Trip」』を発売した。

## 所属グループ
※デビューしたグループのみ。
- SUPER EIGHT[注 1]（2002年 - ）[14]
- Twenty★Twenty（2020年）[129]
- STARTO for you（2024年）[130]
- KAMIGATA BOYZ（2024年）[131]

## 出演
- ドラマなどの主演作品は役名を太字で表記。
- テレビ・ラジオ番組は2024年現在レギュラー放送中または不定期で放送中の番組を太字で表記。

### ドラマ

#### テレビドラマ
- 七人のサムライ J家の反乱（1999年4月10日 - 2000年9月30日、朝日放送） - 城之内章大 役
- 怖い日曜日〜新章〜 第3回「アフリカより」（1999年10月17日、日本テレビ）[132]
- 怖い日曜日〜2000〜 第10回「記憶からの使者〜よみがえる過去の恐怖!!」（2000年9月10日、日本テレビ）
- ショコラ（2003年5月26日 - 7月25日、MBS・TBS） - 中ノ島達人 役
- 自転車少年記（2006年11月23日、テレビ東京） - 昇平 役[注 10][15]
- 関ジャニ∞青春ドラマシリーズ（関西テレビ）[133]
  - ダイブ・トゥ・ザ・フューチャー（2006年12月27日） - 北白河悟 役
  - ダブル(複体)（2006年12月28日） - DJ安田 役
- ヤスコとケンジ 第5話（2008年8月9日、日本テレビ） - 山田幹夫 役[134]
- ROMES/空港防御システム（2009年10月15日 - 12月10日、NHK） - 砂村多駒 役[135]
- 0号室の客 Second Story「才能のある男」（2009年11月21日 - 12月5日、フジテレビ） - 鈴木淳 役[注 10][136]
- 生きてるだけでなんくるないさ（2011年8月20日、日本テレビ） - 清水弘樹 役（友情出演）[137]
- もう誘拐なんてしない（2012年1月3日、フジテレビ） - 白石浩太 役[138]
- パパドル!（2012年4月19日 - 6月28日、TBS） - 安田章大（本人） 役[139]
  - パパドル! 特別編（2012年5月3日）[140]
- ドラゴン青年団（2012年7月19日 - 9月27日、MBS・TBS） - ヨシオ 役[19]
- 夜行観覧車（2013年1月18日 - 3月22日、TBS） - 高橋良幸 役[141]
- なるようになるさ。 シリーズ（TBS） - 大竹昇 役
  - 第1シリーズ（2013年7月12日 - 9月20日）[142]
  - 第2シリーズ（2014年4月22日 - 6月24日）[143]
- フラジャイル 第5話（2016年2月10日、フジテレビ） - 小早川洋行 役[144]
- オリガミの魔女と博士の四角い時間 第35話（2023年2月25日、NHK Eテレ） - うしかい座・アトラス 役[126]

#### 再現ドラマ
- 関ジャニQ展開!（TBS）
  - 「大奥のリストラが円満に!なぜ?」（2018年10月9日） - 徳川吉宗 役[145]
  - 「少ない費用で巨大な岩を撤去した方法とは?」（2019年6月22日） - 淀屋常安 役[146]

### 映画
- 新宿少年探偵団（1998年4月29日公開／淵井正文監督、松竹）[注 11]
- エイトレンジャー（2012年7月28日公開／堤幸彦監督、東宝） - 安原俊 / ブルー 役[注 12][147]
  - エイトレンジャー2（2014年7月26日公開）[148]
- ばしゃ馬さんとビッグマウス（2013年11月2日公開／吉田恵輔監督、東映） - 天童義美 役[注 13][20]
- スキャナー 記憶のカケラをよむ男（2016年4月29日公開／金子修介監督、東映） - 佐々部悟 役[149][150]
- 嘘八百 なにわ夢の陣（2023年1月6日公開／武正晴監督、ギャガ） - TAIKOH 役[124][125]

### オリジナルビデオ
- 8UPPERS FEATURE MUSIC FILM（2010年10月20日発売[注 14]／中村哲平監督） - トッポ 役[注 12][152]

### 舞台
- MASK（大阪松竹座）
  - 1997年版（1997年12月6日 - 27日）[153]
  - 1998年版（1998年12月4日 - 26日）[154]
- KYO TO KYO（シアター1200）
  - 春公演（1998年4月18日 - 7月12日）[154]
  - サマーフェスティバル（1998年7月18日 - 8月31日）[154]
  - 秋公演 （1998年9月6日 - 11月29日）[154]
- ANOTHER（2002年8月4日 - 25日、大阪松竹座） - ヤス 役[注 12][155]
- 関ジャニ∞ サマースペシャル（大阪松竹座）[注 12]
  - DOUTON BOYS（2003年8月2日 - 24日） - ヤス 役[156]
  - サマー・ストーム（2004年8月7日 - 29日） - 阿部晋 役[157]
  - Magical Summer（2005年8月5日 - 28日） - コンフィティ 役[158]
  - Another's "ANOTHER"（2006年8月3日 - 27日） - オダ・ソウスケ 役[159]
- DREAM BOY シリーズ
  - DREAM BOY（2004年1月8日 - 31日、帝国劇場）[160]
  - DREAM BOY（2004年、梅田コマ劇場）
    - KAT-TUN & 関ジャニ8編（4月30日 - 5月7日）[注 15][160]
    - タッキー編（5月8日 - 5月21日）[160]

  - Hey! Say! DREAM BOY（2005年4月27日 - 5月15日、梅田芸術劇場） - ヤスダ 役[注 15][161]
  - KAT-TUN VS 関ジャニ∞ DREAM BOYS（2006年1月3日 - 29日、帝国劇場） - ヤスダ 役[注 15][159]
- 818（2008年2月10日 - 20日、東京グローブ座 / 2月23日 - 26日、大阪厚生年金会館芸術ホール） - ※一人舞台[17]
- カゴツルベ（2009年3月16日 - 31日、青山劇場 / 4月16日 - 19日、NHK大阪ホール） - 佐野次郎左衛門 役[18]
- トラストいかねぇ（2011年7月9日 - 8月1日、東京グローブ座 / 8月4日 - 7日、シアター・ドラマシティ） - 野森正 役[162]
- ジュリエット通り（2014年10月8日 - 31日、シアターコクーン / 11月20日 - 22日、コスモスシアター / 11月27日 - 30日、シアターBRAVA!） - 田崎太一 役[163]
- 俺節（2017年5月28日 - 6月18日、赤坂ACTシアター / 6月24日 - 30日、オリックス劇場） - 海鹿耕治 役[164]
- マニアック（2019年1月19日 - 29日、森ノ宮ピロティホール / 2月5日 - 27日、新国立劇場 中劇場） - 犬塚アキラ 役[165]
- 忘れてもらえないの歌（2019年10月15日 - 30日、赤坂ACTシアター / 11月4日 - 10日、オリックス劇場） - 滝野亘 役[166]
- リボルバー 〜誰が【ゴッホ】を撃ち抜いたんだ?〜（2021年7月10日 - 8月1日、PARCO劇場 / 8月6日 - 15日、東大阪市文化創造館 Dream House 大ホール） - フィンセント・ファン・ゴッホ 役[167][168]
- 閃光ばなし（2022年9月26日 - 10月2日、ロームシアター京都 / 10月8日 - 29日[注 16]、東京建物 Brillia HALL） - 佐竹是政 役[170]
- 少女都市からの呼び声（2023年7月9日 - 8月6日、THEATER MILANO-Za / 8月16日[注 17] - 22日、東大阪市文化創造館 Dream House 大ホール） - 田口 役[172]
- あのよこのよ（2024年4月8日 - 29日、PARCO劇場 / 5月3日 - 10日、東大阪市文化創造館 Dream House 大ホール） - 刺爪秋斎 役[173]
- 愛の乞食[注 18]（2025年6月14日 - 7月6日、花園神社 境内 特設紫テント / 8月31日 - 9月21日〈予定〉、世田谷パブリックシアター / 9月27日・28日〈予定〉、J:COM北九州芸術劇場 / 10月5日 - 13日〈予定〉、森ノ宮ピロティホール / 10月18日・19日〈予定〉、東海市芸術劇場） - 田口、一本足の憲兵 役（※一人二役）[174][175][176]
- アリババ[注 18]（2025年6月14日 - 7月6日、花園神社 境内 特設紫テント / 8月31日 - 9月21日〈予定〉、世田谷パブリックシアター / 9月27日・28日〈予定〉、J:COM北九州芸術劇場 / 10月5日 - 13日〈予定〉、森ノ宮ピロティホール / 10月18日・19日〈予定〉、東海市芸術劇場） - 宿六 役[174][175][176]

### テレビ番組

#### レギュラー番組
- ありえへん∞世界（2008年4月15日 - 、テレビ東京）[177]
- 爆笑 大日本アカン警察（2011年4月24日 - 2013年9月8日、フジテレビ）[178]
- 教訓のススメ（2013年 - 2015年、フジテレビ）[179]
  - 教訓のススメ（2013年11月3日 - 2014年3月16日）
  - してみるテレビ!教訓のススメ（2014年4月25日 - 2015年3月20日）
- トーキョーライブ22時 → イチゲンさん（2014年 - 2017年、テレビ東京） - MC（※週替わりで出演）
  - トーキョーライブ24時 〜ジャニーズが生で悩み解決できるの!?〜（2014年4月4日・11日）[180]
  - トーキョーライブ22時 〜ニチヨルまったり生放送中〜（2014年10月19日 - 2015年9月27日）[181]
  - 〜突撃!はじめましてバラエティ〜イチゲンさん（2015年10月18日 - 2016年4月24日）[182]
  - イチゲンさん"おはつ"できますか?（2016年5月1日 - 2017年3月19日）[182]
- ムジナバケール（2025年7月5日 - 、中京テレビ） - MC[183]

#### 特別番組
- トヨタECOスペシャル（2009年 - 2011年、中京テレビ・日本テレビ） - リポーター
  - 地球不思議大紀行 生命の海の謎を追え!（2009年7月20日）[184]
  - 奇跡の海を行く!僕たちの地球大航海（2010年7月19日）[185]
  - 太陽が生んだ奇跡!灼熱!アフリカ大紀行（2011年7月18日）[186]
- 関ジャニ∞のTheモーツァルト 音楽王No.1決定戦（2015年9月25日 - 2020年9月25日、テレビ朝日） - MC[注 19][187]
- ザ・ヒューマン『揺るがない息吹を 関ジャニ∞ 安田章大』（2021年3月20日、NHK BS1）[188][189][190]
- もやもやパラダイム（2021年12月24日 - 2024年3月29日、NHK総合） - MC[注 19][191][192]
- Wonder Culture Trip -FACT-（2024年12月31日 - 、北海道文化放送・スペースシャワーTV）[注 19][193][194][195]
- SUPER EIGHT安田章大の人生って最高だ（2025年4月14日 - 、鹿児島テレビ）[注 19][196]

### CM
- ヤン坊マー坊天気予報「放送開始40周年記念」Ver. （ヤンマー、1999年） - 錦戸亮と共演
- アサヒビール『スタイルフリー』「おれのスタイルフリー」篇（2011年 - ） - 長瀬智也と共演[197]
- 森永製菓 『ICE BOX』「熱くなった後に」篇（2013年4月29日 - ） - 丸山隆平・錦戸亮と共演
- 大阪メトロポリス OMPタワー（2013年7月26日  - 〈関西地区限定〉） - 村上信五・錦戸亮と共演
- 任天堂『Wii U』（2014年） - 丸山隆平と共演

### 朗読・音声ガイド
- 夜行観覧車（2025年3月12日配信、Audible） - 朗読[198]
- 火垂るの墓（2025年7月15日配信、Netflix） - 日本語音声ガイド[199]

### 講演会
- 塩沼亮潤・安田章大 講演会 みんな なかよく（2025年10月25日〈予定〉、広島国際会議場フェニックスホール）[200]

## ライブ
※グループ活動以外のライブやイベントのみ記述。

### ワンマンライブ
| 日程                          | ライブタイトル                         | 開催日 | 開催日 | 回数 | 会場                 |
| ----------------------------- | -------------------------------------- | ------ | ------ | ---- | -------------------- |
| 全6公演 2006年12月13日 - 15日 | 関ジャニ∞ 安田章大 Solo Concert 2006冬 | 12月   | 13日   | 2    | 大阪松竹座（大阪府） |
| 全6公演 2006年12月13日 - 15日 | 関ジャニ∞ 安田章大 Solo Concert 2006冬 | 12月   | 14日   | 2    | 大阪松竹座（大阪府） |
| 全6公演 2006年12月13日 - 15日 | 関ジャニ∞ 安田章大 Solo Concert 2006冬 | 12月   | 15日   | 2    | 大阪松竹座（大阪府） |

### 音楽フェスティバル
| 開催年 | 日程            | イベントタイトル                                       | 会場                           | 備考      |
| ------ | --------------- | ------------------------------------------------------ | ------------------------------ | --------- |
| 2025年 | 3月1日          | J-WAVE TOKYO GUITAR JAMBOREE 2025 supported by 奥村組  | 両国国技館（東京都）           |           |
| 2025年 | 8月24日（予定） | PIANO baSH performed by 清塚信也 （MONSTER baSH 2025） | 国営讃岐まんのう公園（香川県） | [ 注 20 ] |

### ライブイベント
| 日程          | イベントタイトル                               | 会場               | 備考      |
| ------------- | ---------------------------------------------- | ------------------ | --------- |
| 2025年4月20日 | 水谷千重子 × 世界遺産 Special Live in 春日大社 | 春日大社（奈良県） | [ 注 21 ] |

## 楽曲制作
- 特記がない限りSUPER EIGHTの作品・メンバー。
- 「初収録作品」にて、特定形態のみの収録などの詳細については個々のページを参照。

### CD収録曲（楽曲制作）
| 曲名                              | 担当       | アーティスト           | 初収録作品                         | 作品コード  | 備考      |
| --------------------------------- | ---------- | ---------------------- | ---------------------------------- | ----------- | --------- |
| ミセテクレ                        | RAP詞      | 関ジャニ∞              | KJ1 F・T・O                        | 130-3725-1  |           |
| ONE                               | 作曲・編曲 | すばるBAND             | KJ1 F・T・O                        | 122-6124-6  | [ 注 22 ] |
| プリン                            | 作曲       | 三兄弟                 | KJ1 F・T・O                        | 126-6065-5  | [ 注 23 ] |
| オニギシ                          | 作曲       | 三兄弟                 | KJ1 F・T・O                        | 128-7236-9  | [ 注 23 ] |
| ∞レンジャー                       | 作詞       | 関ジャニ∞              | ER                                 | 128-7152-4  | [ 注 24 ] |
| ∞SAKAおばちゃんROCK               | 作詞       | 関ジャニ∞              | ∞SAKAおばちゃんROCK/大阪ロマネスク | 132-2489-1  | [ 注 25 ] |
| わたし鏡                          | 作詞・作曲 | 安田章大               | KJ2 ズッコケ大脱走                 | 141-2004-6  |           |
| ∞o'clock 08                       | 作詞       | 関ジャニ∞              | 無責任ヒーロー                     | 126-6072-8  | [ 注 26 ] |
| fuka-fuka Love the Earth          | 作詞       | 関ジャニ∞              | 無責任ヒーロー                     | 151-1016-8  | [ 注 27 ] |
| アイライロ                        | 作詞・作曲 | 安田章大               | PUZZLE                             | 500-4203-3  |           |
| Snow White                        | 作詞・作曲 | 関ジャニ∞              | GIFT〜緑〜                         | 164-6375-7] | [ 注 28 ] |
| TOPOP                             | 作詞・作曲 | 安田章大               | 8UPPERS                            | 500-5980-7  |           |
| 『って!!!!!!!』                   | 作詞・作曲 | 関ジャニ∞              | 8UPPERS                            | 701-2557-1  | [ 注 29 ] |
| Eightopop!!!!!!!                  | 作詞・作曲 | 関ジャニ∞              | 365日家族                          | 500-5980-7  |           |
| Dye D?                            | 作詞・作曲 | 関ジャニ∞              | FIGHT                              | 181-4591-4  |           |
| 夜な夜な☆ヨーNIGHT                | 作詞・作曲 | 村上・安田・大倉       | FIGHT                              | 181-4604-0  | [ 注 30 ] |
| クルトン                          | 作詞・作曲 | 関ジャニ∞              | 8EST                               | 705-9315-9  |           |
| Your WURLITZER                    | 作曲       | 関ジャニ∞              | JUKE BOX                           | 708-5132-8  | [ 注 28 ] |
| 狩(仮)                            | 作詞       | 横山・渋谷・安田・大倉 | JUKE BOX                           | 708-6016-5  | [ 注 31 ] |
| All is well                       | 作詞・作曲 | 関ジャニ∞              | JUKE BOX                           | 708-6015-7  | [ 注 32 ] |
| ゆ                                | 作曲       | 関ジャニ∞              | 関ジャニズム                       | 205-5661-6  |           |
| アイスクリーム                    | 作詞・作曲 | 安田・錦戸             | 関ジャニズム                       | 205-5670-5  | [ 注 28 ] |
| バリンタン                        | 作曲       | 関ジャニ∞              | 関ジャニ∞の元気が出るCD!!          | 713-6559-1  |           |
| 元気が出るSONG                    | 作詞・作曲 | 関ジャニ∞              | 関ジャニ∞の元気が出るCD!!          | 713-6625-3  | [ 注 33 ] |
| my store 〜可能性を秘めた男たち〜 | 作詞       | 丸山・安田・大倉       | 関ジャニ∞の元気が出るCD!!          | 214-6958-0  | [ 注 34 ] |
| Black of night                    | 作詞・作曲 | 関ジャニ∞              | NOROSHI                            | 501-2695-4  |           |
| Never Say Never                   | 作詞・作曲 | 関ジャニ∞              | ジャム                             | 229-1000-0  |           |
| JAM LADY                          | 作詞・作曲 | 関ジャニ∞              | ジャム                             | 229-0769-6  |           |
| All you need is laugh             | 作詞・作曲 | 関ジャニ∞              | ここに                             | 239-5887-1  | [ 注 28 ] |
| My Story                          | 作曲       | 関ジャニ∞              | 友よ                               | 731-3592-5  |           |
| Re:LIVE                           | 作詞       | 関ジャニ∞              | Re:LIVE                            | 256-2415-6  | [ 注 35 ] |
| クリームシチュー                  | 作詞・作曲 | 関ジャニ∞              | ひとりにしないよ                   | 263-0626-3  | [ 注 33 ] |
| 9                                 | 作詞・作曲 | 安田章大               | 8BEAT                              | 268-1784-5  |           |

### CD未収録曲（楽曲制作）
※初収録された映像作品を記述。
| 曲名                 | 担当       | アーティスト           | 初収録作品                             | 作品コード | 備考      |
| -------------------- | ---------- | ---------------------- | -------------------------------------- | ---------- | --------- |
| High Position        | 作曲       | すばるBAND             | 未収録                                 | 137-0152-5 | [ 注 22 ] |
| Down up↑             | 作曲       | すばるBAND             | 未収録                                 | 140-7441-9 | [ 注 22 ] |
| Soul way             | 作曲       | すばるBAND             | 未収録                                 | 111-5171-4 | [ 注 22 ] |
| アメちゃん           | 作曲       | 三兄弟                 | Spirits!!                              | 126-6070-1 | [ 注 23 ] |
| みかん               | 作曲       | 三兄弟                 | Excite!!                               | 122-6129-7 | [ 注 23 ] |
| ∞o'clock             | 作詞       | 関ジャニ∞              | Spirits!!                              | 126-6072-8 | [ 注 26 ] |
| Who's foods?         | 作曲       | 村上・丸山・安田       | 未収録                                 | 137-0147-9 | [ 注 36 ] |
| それぞれの君と       | 作詞・作曲 | 安田章大               | 未収録                                 | 147-8986-8 |           |
| desire               | 作曲       | 渋谷・安田             | 無責任ヒーロー（特典DVD）              | 151-0930-5 |           |
| Kicyu                | 作曲       | 横山・安田             | PUZZLE（特典DVD）                      | 158-1293-6 |           |
| 天童義美のラブソング | 作曲       | 安田章大               | ばしゃ馬さんとビッグマウス（映画）     | 197-2202-8 | [ 注 37 ] |
| ありがとう           | 作詞・作曲 | 横山・渋谷・安田・大倉 | KANJANI∞ LIVE TOUR JUKE BOX（特典DVD） | 500-9977-9 | [ 注 38 ] |
| ∞o'clock 19          | 作詞       | 関ジャニ∞              | 十五祭                                 | 126-6072-8 | [ 注 26 ] |
| ありのままの扉       | 作詞・作曲 | 安田章大               | 未収録                                 | 261-1592-1 |           |
| もうもうもう         | 作曲       | 安田章大               | 未収録                                 | 282-9403-3 | [ 注 39 ] |
| くるくるく〜る       | 作曲       | 安田章大               | 未収録                                 | 282-9404-1 | [ 注 39 ] |
| ざわめきは嘘         | 作詞・作曲 | 安田章大               | 未収録                                 | 318-6227-6 |           |
| SUPER ∞o'clock       | 作詞       | SUPER EIGHT            | 超DOME TOUR 二十祭                     | 126-6072-8 | [ 注 26 ] |

## 楽曲提供
※「初収録作品」にて、特定形態のみの収録などの詳細については個々のページを参照。
| 曲名        | アーティスト      | 担当 | 収録作品               | 作品コード | 備考      |
| ----------- | ----------------- | ---- | ---------------------- | ---------- | --------- |
| cHocoレート | 横山裕            | 作曲 | 横山裕『ROCK TO YOU』  | 169-8139-1 |           |
| My dreams   | 関西ジャニーズJr. | 作曲 | ジャニーズJr.『素顔4』 | 242-0370-0 |           |
| Can't stop  | 関西ジャニーズJr. | 作曲 | ジャニーズJr.『素顔4』 | 242-0657-1 |           |
| みかん      | 横山裕            | 作曲 | 関ジャニ∞『8BEAT』     | 122-6129-7 | [ 注 40 ] |
| Kicyu       | 横山裕            | 作曲 | 横山裕『ROCK TO YOU』  | 158-1293-6 | [ 注 40 ] |
| オニギシ    | 横山裕            | 作曲 | 横山裕『ROCK TO YOU』  | 128-7236-9 | [ 注 40 ] |

## ソロ・ユニット曲

### CD収録曲（ソロ・ユニット曲）
- 表記は発売および収録順。
- 「初収録作品」にて、特定形態のみの収録などの詳細については個々のページを参照。

| タイトル   | クレジット                                    | 初収録作品         | 作品コード | 備考 |
| ---------- | --------------------------------------------- | ------------------ | ---------- | ---- |
| わたし鏡   | 作詞・作曲：安田章大 編曲：白井良明           | KJ2 ズッコケ大脱走 | 141-2004-6 |      |
| アイライロ | 作詞・作曲：安田章大 編曲：野間康介           | PUZZLE             | 500-4203-3 |      |
| TOPOP      | 作詞・作曲：安田章大 編曲：大西省吾           | 8UPPERS            | 500-5980-7 |      |
| 9          | 作詞・作曲：安田章大 編曲：Tetra Gear、前田佑 | 8BEAT              | 268-1784-5 |      |

| タイトル                          | クレジット                                                       | メンバー         | 初収録作品                | 作品コード | 備考 |
| --------------------------------- | ---------------------------------------------------------------- | ---------------- | ------------------------- | ---------- | ---- |
| 果テナキ空                        | 作詞：久保田洋司 作曲：飯田建彦 編曲：長岡成貢                   | 錦戸             | KJ1 F・T・O               | 130-3719-6 |      |
| ONE                               | 作詞：SUBARU 作曲：安田章大 編曲：すばるBAND                     | 丸山・安田・大倉 | KJ1 F・T・O               | 122-6124-6 |      |
| プリン                            | 作詞：ユウ 作曲：チパ                                            | 横山・渋谷       | KJ1 F・T・O               | 126-6065-5 |      |
| オニギシ                          | 作詞：ユウ 作曲：チパ                                            | 横山・渋谷       | KJ1 F・T・O               | 128-7236-9 |      |
| 夜な夜な☆ヨーNIGHT                | 作詞：村上信五、安田章大、大倉忠義 作曲：安田章大 編曲：久米康隆 | 村上・大倉       | FIGHT                     | 181-4604-0 |      |
| 狩(仮)                            | 作詞：ヨシャオ族 作曲・編曲：大西省吾                            | 横山・渋谷・大倉 | JUKE BOX                  | 708-6016-5 |      |
| アイスクリーム                    | 作詞・作曲：安田章大、錦戸亮 編曲：野間康介                      | 錦戸             | 関ジャニズム              | 205-5670-5 |      |
| my store 〜可能性を秘めた男たち〜 | 作詞：関ジミ3 作曲：TAKESHI、丸山隆平 編曲：高橋浩一郎           | 丸山・大倉       | 関ジャニ∞の元気が出るCD!! | 214-6958-0 |      |
| The Light                         | 作詞：SHIKATA 作曲：GRP、SHIKATA 編曲：GRP、KAY、SHIKATA         | 丸山             | 罪と夏                    |            |      |
| ノスタルジア                      | 作詞：田中秀典 作曲・編曲：蔦谷好位置                            | 丸山・錦戸・大倉 | ジャム                    | 229-0987-7 |      |

### CD未収録曲（ソロ・ユニット曲）
- 表記は50音順。
- JASRAC公式サイトの「作品データベース検索サービス」の検索結果をもとに記述。

| タイトル                         | クレジット                                                       | 初収録作品                         | 作品コード | 備考      |
| -------------------------------- | ---------------------------------------------------------------- | ---------------------------------- | ---------- | --------- |
| ありのままの扉                   | 作詞・作曲：安田章大                                             | 未収録                             | 261-1592-1 |           |
| くるくるく〜る                   | 作詞：株式会社日テレアックスオン 作曲：安田章大                  | 未収録                             | 282-9404-1 | [ 注 39 ] |
| ざわめきは嘘                     | 作詞・作曲：安田章大                                             | 未収録                             | 318-6227-6 |           |
| それぞれの君と                   | 作詞・作曲：安田章大                                             | 未収録                             | 147-8986-8 |           |
| 天童義美のラブソング             | 作曲：安田章大                                                   | ばしゃ馬さんとビッグマウス（映画） | 197-2202-8 | [ 注 37 ] |
| もうもうもう                     | 作詞：株式会社日テレアックスオン 作曲：安田章大                  | 未収録                             | 282-9403-3 | [ 注 39 ] |
| 夜は墨染め〜忘れてもらえないの歌 | 作詞：福原充則 作曲：沖祐市 編曲：東京スカパラダイスオーケストラ | 未収録                             | 249-0777-4 | [ 注 46 ] |

| タイトル      | クレジット                                         | メンバー         | 初収録作品                             | 作品コード | 備考       |
| すばるBAND    | すばるBAND                                         | すばるBAND       | すばるBAND                             | すばるBAND | すばるBAND |
| ------------- | -------------------------------------------------- | ---------------- | -------------------------------------- | ---------- | ---------- |
| Soul way      | 作詞：SUBARU 作曲：安田章大                        | 渋谷・丸山・大倉 | 未収録                                 | 111-5171-4 |            |
| Down up↑      | 作詞：SUBARU 作曲：安田章大                        | 渋谷・丸山・大倉 | 未収録                                 | 140-7441-9 |            |
| High Position | 作詞：SUBARU 作曲：安田章大                        | 渋谷・丸山・大倉 | 未収録                                 | 137-0152-5 |            |
| 三兄弟        |                                                    |                  |                                        |            |            |
| アメちゃん    | 作詞：ユウ 作曲：チパ                              | 横山・渋谷       | Spirits!!                              | 126-6070-1 |            |
| みかん        | 作詞：ユウ 作曲：チパ                              | 横山・渋谷       | Excite!!                               | 122-6129-7 | [ 注 47 ]  |
| その他        |                                                    |                  |                                        |            |            |
| 明日          | 作詞・作曲：Gajin                                  | 丸山・大倉       | Spirits!!                              | 126-6062-1 |            |
| ありがとう    | 作詞・作曲：横山裕、渋谷すばる、安田章大、大倉忠義 | 横山・渋谷・大倉 | KANJANI∞ LIVE TOUR JUKE BOX（特典DVD） | 500-9977-9 |            |
| Kicyu         | 作詞：横山裕 作曲：安田章大 編曲：高橋浩一郎       | 横山             | PUZZLE（特典DVD）                      | 158-1293-6 |            |
| desire        | 作詞：渋谷すばる 作曲：安田章大 編曲：野間康介     | 安田             | 無責任ヒーロー（特典DVD）              | 151-0930-5 |            |
| Who's foods?  | 作詞：村上信五、丸山隆平、安田章大 作曲：川端良征  | 村上・丸山       | 未収録                                 | 137-0147-9 |            |
| モナコブルー  | 作詞・作曲：出口雅之                               | 安田・大倉       | 未収録                                 | 128-7134-6 |            |

## ブログ
※特記の無い限り、安田自身によるブログ。
- Johnny's web[注 49]
  - やすば（2005年 - 2014年） - 渋谷との共同連載
    - チンパンジーから男前にメールがきたよ。（2005年12月24日 - 2009年12月24日）[207]
    - やすば（2009年12月25日 - 2014年12月31日）[208]

  - 倉'yas（2009年9月17日 - 12月25日） - 大倉との共同連載[209]
  - ボク。（2018年3月14日 - 2025年4月21日）[210]

## 書籍

### 写真集
- 安田章大写真集「LIFE IS」（2020年9月24日、マガジンハウス）[21]
- DOWN TO EARTH（2025年9月11日〈予定〉、講談社）[37]

### 新聞連載
- 朝日新聞「安田章大と色つき眼鏡」（2021年2月5日 - 9日） - 全5回の短期連載[211]

### 雑誌連載
- Depth（EDITION 08 - 、シンコーミュージック・エンタテイメント）[212][注 50]